# Die Wespe (Fernsehserie)
Die Wespe ist eine deutsche Fernsehserie, deren Erstausstrahlung am 3. Dezember 2021 auf dem Bezahlsender Sky erfolgte, der die Serie auch durchgehend produzierte. Executive Producer der Serie ist Andreas Bareiss, der Autor der Serie ist Jan Berger. Die Serie besteht aktuell aus 3 Staffeln mit jeweils 6 Episoden.

## Handlung 1. Staffel
In der sechsteiligen Dramedy-Serie Die Wespe dreht sich alles um den einstigen Superstar im Dartsport, Eddi Frotzke (gespielt von Florian Lukas). Sein Leben gerät aus den Fugen, als er nicht nur seinen Ruhm verliert, sondern auch finanziell am Boden ist. Die Situation verschärft sich, als sein Ziehsohn Kevin (Leonard Scheicher) ihn in der Rangliste überholt und ihn sogar bei einem Turnier besiegt. Als wäre das nicht genug, erfährt Eddi, dass seine Frau Manu (Lisa Wagner) ihn betrügt.
Infolge einer impulsiven Aktion während eines Turniers, bei der fliegende Dartpfeile involviert sind, wird Eddi mit lebenslangem Spielverbot bestraft. Ohne ein Zuhause zieht er in die Gartenlaube seines Freundes Nobbe (Ulrich Noethen), eines ehemals erfolgreichen Dartspielers. Die Serie konzentriert sich auf Eddis Versuch, sich aus diesem Tief herauszuarbeiten. Unterstützt von der Unterbringung bei Nobbe und dem Wunsch, der Welt zu beweisen, dass er immer noch im Dartsport durchstarten kann, kämpft Eddi um sein Comeback und versucht, sein Leben neu zu ordnen.

## Episodenguide
| Staffel | Folge | Titel          |
| ------- | ----- | -------------- |
| 1       | 1     | Perfect Game   |
| 1       | 2     | Bulls Eye      |
| 1       | 3     | Check Out      |
| 1       | 4     | Double Trouble |
| 1       | 5     | Sudden Death   |
| 1       | 6     | High Finish    |

| Staffel | Folge | Titel           |
| ------- | ----- | --------------- |
| 2       | 1     | Soft Dip        |
| 2       | 2     | Bouncer         |
| 2       | 3     | No Score        |
| 2       | 4     | Bust            |
| 2       | 5     | Bucket of Nails |
| 2       | 6     | Shanghai Finish |

| Staffel | Folge | Titel            |
| ------- | ----- | ---------------- |
| 3       | 1     | Around the Clock |
| 3       | 2     | Nought           |
| 3       | 3     | Game On          |
| 3       | 4     | Splash           |
| 3       | 5     | Losers round     |
| 3       | 6     | Masters out      |